# Struktura mechanizmów
Struktura mechanizmu opisuje podstawowe właściwości geometryczne mechanizmu takie jak:
- liczba członów,
- kolejność ich połączenia,
- rodzaj ruchu każdego członu (rozpatrywanego względem bazy),
- liczba stopni swobody połączonych ze sobą członów – par kinematycznych.

Część mechanizmu realizująca zdefiniowane przeniesienie ruchu nazywa się łańcuchem kinematycznym.